# Max Conrat

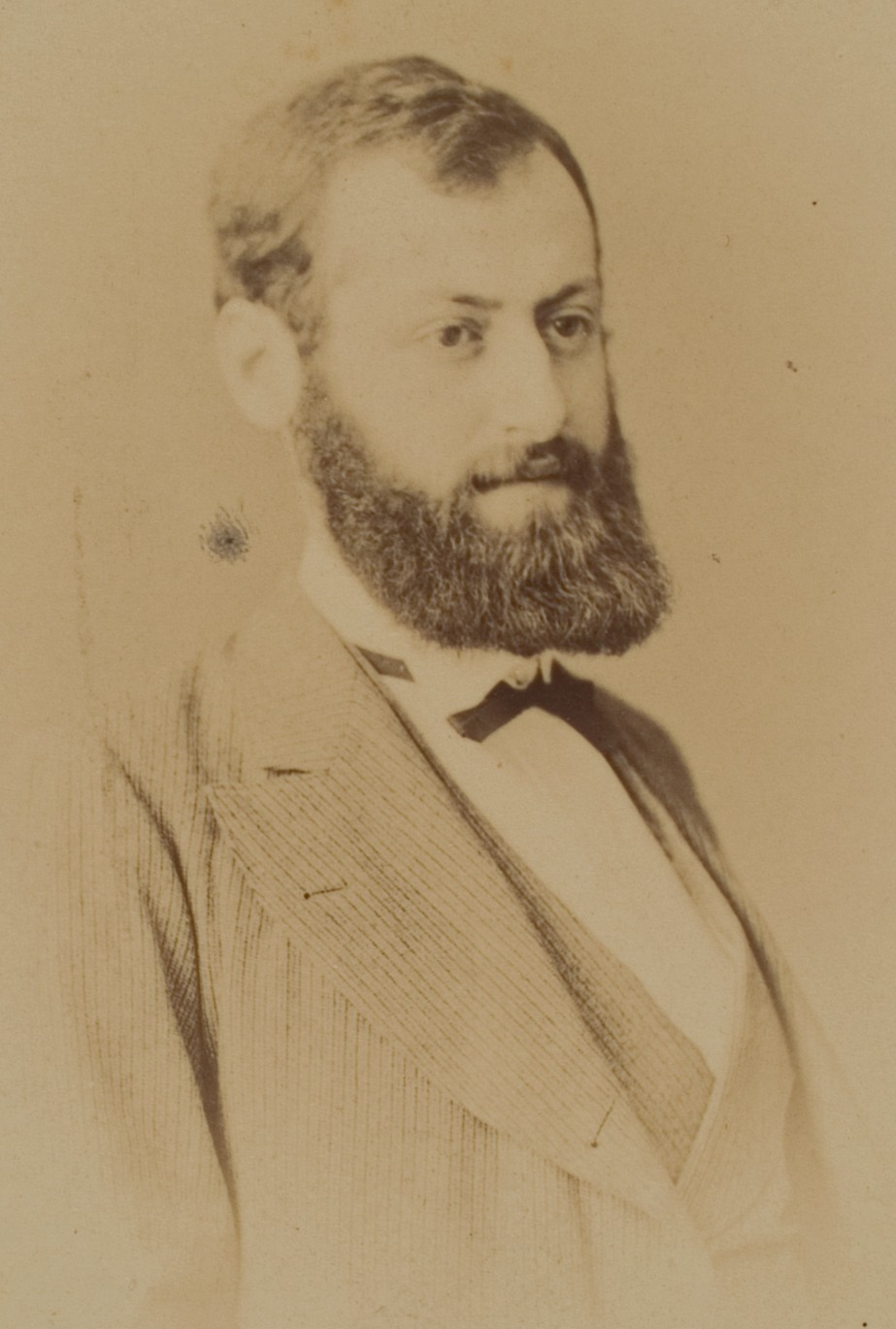
Max Conrat

Max Conrat, auch Max Cohn, geboren Moise Cohn (* 16. September 1848 in Breslau; † 12. Dezember 1911 in Heidelberg), war ein deutscher Rechtshistoriker.

## Leben
Als Max (ursprünglich: Moise) Cohn geboren wurde, hatte sein ältester Bruder Ferdinand bereits sein Doktorexamen mit summa cum laude absolviert. Wie dieser besuchte auch Max das Maria-Magdalenen-Gymnasium in Breslau bis zum Abitur im Jahr 1867. Seine juristische Ausbildung an den Universitäten Breslau und Heidelberg schloss Max Cohn 1870 mit seiner Promotion (De natura societatum juris Romani, quae vocantur publicae) in Berlin ab. Mehr historisch als rechtsdogmatisch interessiert, sprachen ihn vor allem Theodor Mommsen und Heinrich von Treitschke an. Die großen Juristen Bernhard Windscheid und Levin Goldschmidt beeindruckten ihn eher als Persönlichkeiten. 1873 habilitierte sich Max C. für Römisches Recht mit der Arbeit Zum römischen Vereinsrecht, Abhandlungen aus der Rechtsgeschichte.
Im Sommer 1875 wurde er außerordentlicher und im folgenden Semester ordentlicher Professor für Römisches Recht an der Universität Zürich. 1877 heiratete er Sophie Traube, Tochter des bekannten Arztes und Pathologen Ludwig Traube. Der Ehe entstammten zwei Kinder. Bereits 1878 ging Max Cohn als ordentlicher Professor an die neu gegründete Universität Amsterdam. Er legte 1880 seinen jüdischen Glauben ab, wurde evangelisch und nannte sich seit 1882 Max Conrat. Er wechselte aber nicht seine Staatsangehörigkeit, fühlte sich vielmehr in als Bindeglied zwischen niederländischen und deutschen Wissenschaftlern. Selbst in seinen Vorlesungen wechselte er von der deutschen Sprache in die niederländische. 1895/96 war Max Cohn Rektor Magnificus der Amsterdamer Universität, 1903 feierte er dort sein 25-jähriges Jubiläum als Professor, und 1902 wurde er zum Mitglied der Königlichen Akademie der Wissenschaften (Akademie van Wetenschappen te Amsterdam) ernannt. Drei bekannte holländische Juristen, P. Schölten, E.M. Meijers und J.C. van Oven, beurteilten Max Conrat und seine Arbeit sehr positiv. Mühseligen, echt deutschen Gelehrtenfleiß hat man ihm bestätigt, als er aus Bibliotheken in ganz Europa Dokumente zusammentrug und sie durch seine Bearbeitung für spätere Untersuchungen zugänglich machte. Max Conrat (Cohn) ging neue Wege in der Erforschung des römischen Rechts in der Spätantike und früherem Mittelalter (vgl. seine Arbeiten zum lex legum). 1907 erfolgte seine Emeritierung. Nach einem Studienaufenthalt in Italien zog er sich nach Heidelberg zurück. Seine Arbeiten sind auch heute noch von aktueller Bedeutung für Rechtshistoriker. Fast sämtliche seiner Werke wurden zwischen 1963 und 1973 neu aufgelegt.

## Werke
- Max Cohn: Studien zur Gewerbe-Ordnung. In: Zeitschrift für die deutsche Gesetzgebung und für einheitliches deutsches Recht. Band 7, 1874, S. 11–29
- Max Conrat (Cohn), Der Pandekten- und Institutionenauszug der brittischen Dekretalensammlung, Quelle des Ivo, Berlin 1887. Digitalisat.
- Max Conrat (Cohn), Geschichte der Quellen und Literatur des römischen Rechts im frühen Mittelalter, Leipzig 1891. Digitalisat. Rezension von Ernst Landsberg. In: Kritische Vierteljahresschrift für Gesetzgebung und Rechtswissenschaft. Band 34 = N.F. Band 15, 1892, S. 321–353
- Max Conrat (Cohn): Römisches Recht im frühesten Mittelalter. In: Zeitschrift der Savigny-Stiftung für Rechtsgeschichte Band 47. Romanistische Abteilung Band 34 (1913), S. 13–45.